# غريغ دوز
غريغ دوز (بالإنجليزية: Greg Dawes)‏ هو ناقد أدبي وصحفي أمريكي، ولد في 1957.